# 马步芳
馬步芳（1903年—1975年7月31日），字子香，經名胡赛尼，中國甘肅河州（今臨夏市）人，回族，為民國時期西北地区軍閥马家军重要人物。马步青是其兄长。

## 生平

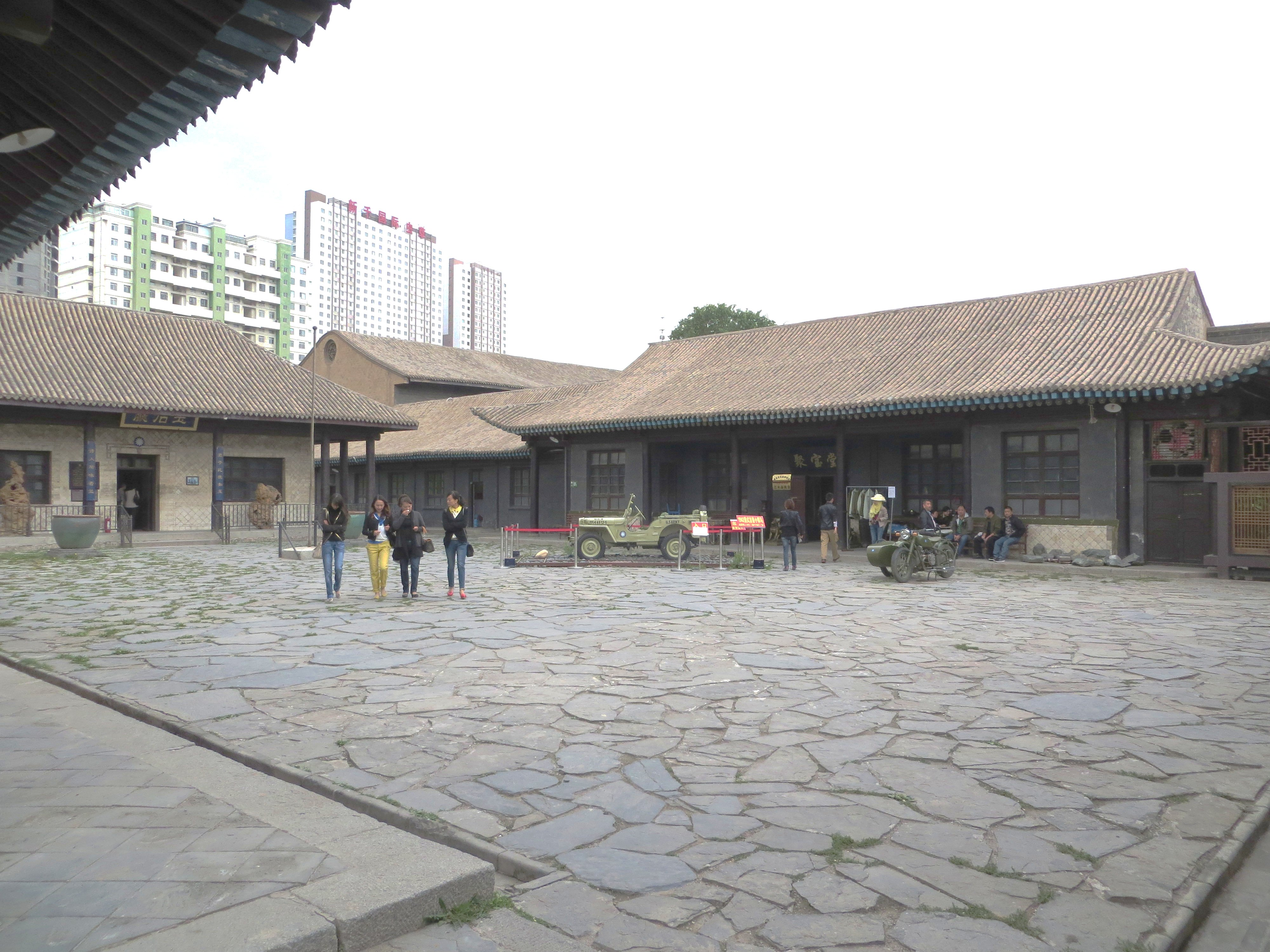
马步芳故居

1928年，馬仲英起事，率部圍攻河州，馬廷賢首起響應。當時馬步芳也由青海化隆率部至積石山癿藏鎮約馬全欽起事，共同反對國民軍。但是，馬全欽因恨馬廷賢，便改擁國民軍，並派部屬孔海山去癿藏勸阻馬步芳。馬步芳接受馬全欽的勸阻返回化隆。
1931年，统治青海長達20年的軍閥馬麒病死，其弟馬麟代理青海省政府主席，與蔣介石政權產生嫌隙。蔣介石為控制青海地區，便扶持了馬麒的兒子馬步芳。馬步芳作为青海的军事首脑，与其叔父馬麟产生矛盾。
1936年，馬步芳和哥哥馬步青与甘肃馬仲英余部、宁夏的马鸿宾、马鸿逵合作，组成“马家军”，擊敗中国工农红军西路军。1937年3月4日，國民政府任命馬步榮為青海省政府委員，馬步芳兼青海省建設廳廳長:5378。馬步芳逼其叔父馬麟下台。
1945年5月，馬步芳當選為中國國民黨第六屆中央監察委員會委員。7月正式任職。1949年8月26日，徐永昌飛抵西寧，與馬步芳會談軍事，同日解放軍攻占蘭州，攻占前夕中共地下党员领导群众冲入政府机构，兰州秩序混乱瘫痪．馬步芳起怒，于兰州闹市开枪鎮壓；8月28日，馬步芳背着徐永昌乘飛機逃離西寧到達重慶，徐即飛銀川，鼓勵馬敦靜抵抗解放軍:8998。繼而奔廣州，遷香港。10月，蔣介石命馬步芳重返西北。
1950年初，馬步芳以朝觐为名举家及隨從200餘人飛抵沙特阿拉伯的麦加。1950年5月，马氏一行乘轮船过红海至开罗，由临时代办王嘉祥陪同晋见埃及国王法鲁克一世，获得许诺在埃及侨居。此后，他们便搬至开罗郊外的马尔地住宅区，住马尔地33号。
1957年，因埃及与中华人民共和国建交，馬步芳遷至沙烏地阿拉伯。同年8月，蔣介石任命馬步芳為中华民国驻沙烏地阿拉伯大使。在任期间，他从未到臺灣述职。1961年8月，因逼侄女马月兰为妾的醜聞為中華民國驻沙特外交官宋选铨揭發而被免職，召回臺灣法辦，但馬步芳拒回臺灣，入籍沙烏地阿拉伯。
1975年7月，馬步芳在沙烏地阿拉伯病亡，終年72歲。

## 家族
- 祖父為馬海晏
- 父親馬麒
- 妻妾
  - 长房：临夏人海里买
  - 二房：化隆人赵园哥
  - 三房：兰州人陈秀英
  - 四房：河西人董春英
  - 五房：马月兰，后离婚
- 儿子馬繼援为长房所出，國軍將領。
  - 孫：馬曉泉
    - 曾孫：馬忠良
      - 玄孫：馬大用

  - 孫：馬凱羅
    - 曾孫：馬溫良
- 儿子马崇德为二房所出，有一子一女。

### 引用
1. ↑  清末民国两马家 的存檔，存档日期2016-03-04.
2. ↑  創辦魁峰馬全欽的存檔，存档日期2012-05-08.
3. 1 2  李新總主編，中國社會科學院近代史研究所中華民國史研究室，韓信夫、姜克夫主編 (编). . 北京: 中華書局. 2011. ISBN 9787101079982.